# Eduard Egarter Vigl
Eduard Egarter Vigl (amtlicher Vorname Edoardo; * 30. August 1949 in Bozen) ist ein italienischer Arzt und Wissenschaftler aus Südtirol. Bekanntheit erlangte er vor allem durch seine Arbeit als Konservierungsbeauftragter der Gletschermumie Ötzi und Koordinator ihrer Erforschung sowie durch seine wissenschaftlichen Publikationen zu dieser Thematik.

## Leben
Egarter Vigl besuchte bis zu seiner Matura 1968 das Franziskanergymnasium Bozen und studierte anschließend Medizin an der Universität Innsbruck und der Università degli Studi di Padova. Die Facharztausbildung in Pathologie und Labormedizin absolvierte er an der Università degli Studi di Milano und schloss diese 1981 ab. 1984 beendete Egarter Vigl eine zusätzliche Facharztausbildung für allgemeine und spezielle Pathologie in München.
Seine ärztlich-berufliche Laufbahn begann er 1979 als Assistenzarzt im pathologischen Institut der LMU. 1984 wechselte er in das pathologische Institut nach Bozen und arbeitete dort als Oberarzt (1984–1988) und schließlich als Primar bis zu seiner Pensionierung im Jahre 2009.
Von 1989 an arbeitete Egarter Vigl, über seine Pensionierung im Zentralkrankenhaus Bozen hinaus, als forensischer Pathologe im Auftrag des Landesgerichts Bozen.
Im Jahr 1998 nahm er seine Tätigkeit als Konservator der im Südtiroler Archäologiemuseum in Bozen ausgestellten Gletschermumie Ötzi auf, deren Erforschung er bis 2015 koordinierte. Sein Nachfolger als Konservator wurde Oliver Peschel.
Von 1989 bis 2001 leitete er den Lehrgang für medizinisch-technische Assistenten an der Landesfachhochschule für Gesundheitsberufe „Claudiana“ in Bozen. Von 2009, also seit dem Zeitpunkt seiner Pensionierung als Pathologe, bis 2016 war er Leiter des wissenschaftlichen Beirats an der Hochschule. 2016 wurde Egarter-Vigl an die Spitze des Kuratoriums von Schloss Prösels berufen.

## Wissenschaftliche Tätigkeit
Egarter Vigls wissenschaftliche Tätigkeit erlangte insbesondere durch seine Forschungen an der Gletschermumie Ötzi Bekanntheit. Der Pathologe trug zu zahlreichen Untersuchungen auf diesem Gebiet bei, unter anderem in folgenden Bereichen:
- Erforschung und Perfektionierung der Konservierungsbedingungen der Gletschermumie[8]
- Erforschung der zahlreichen Tätowierungen auf Ötzis Haut[9][10]
- Erforschung der Verwundungen der Gletschermumie einschließlich der Schnittverletzung an der rechten Hand, der Verletzung am Schädel sowie der Verwundung durch die Speerspitze an der Schulter[11][10]
- Entschlüsselung der DNA von Ötzi sowie dessen statistische Untersuchung[12]
- Untersuchung der näheren Umstände, die zum Tode des Mannes vom Tisenjoch führten[13]

Außerdem gehörte Egarter Vigl zu dem dreiköpfigen Expertenteam, das 2005 die Mumie Tutanchamuns in einer computertomographischen Untersuchung inspizierte und so zur Aufklärung der Todesursache beitrug.
Abgesehen von seiner Tätigkeit im Bereich der allgemeinen Pathologie, der Paläopathologie und Mumienforschung hat Egarter Vigl auch in den Bereichen Epidemiologie, Tumorprävention, dermatologische Pathologie und Tumorklassifikation an einigen wissenschaftlichen Publikationen mitgewirkt.
Als Verantwortlicher des pathologischen Instituts am Zentralkrankenhaus Bozen gründete er einen landesweiten Pathologiedienst mit intraoperativer Schnellschnittdiagnostik und Obduktionstätigkeit.